# Bisenis
Els bisenis (o busenis) són els membres de la tribu o clan ijaw dels buseni. Viuen al centre de l'estat de Bayelsa, al LGAs de Biseni-Okordia. El clan biseni és una petita tribu que és veina dels gbarans, al nord i pels okordies i els zarames al nord-est.
 Els bisenis parlen la llengua ijo occidental biseni.

## Història

### Orígens
Els ancestres fundadors dels busenis i els okodies van arribar de Kolokuma i OPU-Beni (Benin City durant el temps de l'Oba Ewuare, el 1450). Alguns d'aquests ancestres primer es van assentar a Nembe o Debe però, degut a un conflicte civil van anar a Orumo i Agbobiri i això va provocar que se separessin els dos clans.

### Conflicte del Delta del Níger
Els principals esdeveniments que han protagonitzat els busenis en el Conflicte del delta del Níger són:
- Desembre de 2001: 10 persones foren mortes durant enfrontaments violents entre els clans okordia i buseni. Aquests van ser provocats per la mort d'un jove buseni. Alguns busenis van atacar a okordies quan retornaven de treballar en els seus camps.[5]

- Juny de 2002: Soldats desplegats en el territori biseni van actuar en una disputa sobre la propietat d'uns camps de petroli entre una família biseni i l'Agip.[6]

## Població i religió
El 65% dels 8000 bisenis són cristians; d'aquests, el 40% són catòlics, el 35% són protestants i el 25% pertanyen a esglésies cristianes independents. El 35% restant creuen en religions tradicionals africanes.